# ヌエヴァ・ヴィスカヤ州
ヌエヴァ・ヴィスカヤ州（ヌエヴァ・ヴィスカヤしゅう、Province of Nueva Vizcaya）は、フィリピン北部ルソン島のカガヤン・バレー地方（Cagayan Valley, Region II）に属する州である。東にキリノ州、北にイサベラ州、コルディリェラ行政地域のイフガオ州、西にベンゲット州、南西にイロコス地方のパンガシナン州、南に中部ルソン地方のヌエヴァ・エシハ州、東南にアウロラ州と接している。1966年6月18日、州の東部が分離、キリノ州として新設されたために州域が小さくなった。面積は3,903.9km2、人口は452,287人（2015年）、州都はバヨンボン（Bayombong）である。